# Crusaders FC
A Crusaders Football Club egy északír labdarúgócsapat, melyet 1898-ban alapítottak Belfastban. A csapat az NIFL Premiershipben szerepel. Hazai meccseit a Seaview-ban játssza.

## Története
A csapatot 1898-ban, Crusaders Athletic & Football Club néven alapították. Eleinte csak barátságos meccseket játszottak vagy kisebb, junior ligákban szerepeltek. Első igazán komoly sikerüket 1967-ben érték el, amikor megnyerték a kupát, ezt a következő idényben sikerült megismételniük. A bajnoki címet 1973-ban sikerült elhódítaniuk az első alkalommal.
1976-ban ismét bajnok lett a Crusaders, így indulhatott a BEK-ben, ahol a Kevin Keegan fémjelezte Liverpool volt az ellenfelük. Az Anfiled Road-on 2-0-s vereséget szenvedtek. A hazai visszavágón a stadion lelátóiról szinte szó szerint fürtökben lógtak a nézők. Ezen az összecsapáson 5-0-s liverpooli siker született.
A gárda a 2008/09-es szezonban megnyerte a kupát, így indulhat az Európa-liga selejtezőiben.

## Sikerek
- Ír/északír bajnok: 5
  - 1972/73, 1975/76, 1994/95, 1996/97, 2017/18
- Ír/Északír Kupa-győztes: 5
  - 1966/67, 1967/68, 2008/09, 2018/19, 2021/22
- Ligakupa-győztes: 1
  - 1996/97
- Gold Cup: 2
  - 1985/86, 1995/1996
- Ulster Cup: 3
  - 1953/54, 1963/64, 1993/94
- Carlsberg Cup: 1
  - 1973/74
- County Antrim Shield: 5
  - 1959/60, 1964/65, 1968/69, 1973/74, 1991/92

## Jelenlegi keret
| # |                | Poszt | Név             |
| - | -------------- | ----- | --------------- |
|   | Észak-Írország | K     | Aaron Hogg      |
|   | Észak-Írország | K     | Chris Keenan    |
|   | Észak-Írország | K     | Aaron Kerr      |
|   | Észak-Írország | V     | Colin Coates    |
|   | Észak-Írország | V     | David Magowan   |
|   | Észak-Írország | V     | Stephen McBride |
|   | Észak-Írország | V     | Gareth McKeown  |
|   | Észak-Írország | V     | Chris Murray    |
|   | Észak-Írország | KP    | Aaron Black     |
|   | Észak-Írország | KP    | Jonathan Bowers |
|   | Észak-Írország | KP    | Declan Caddell  |

| # |                | Poszt | Név             |
| - | -------------- | ----- | --------------- |
|   | Írország       | KP    | Eamonn Doherty  |
|   | Észak-Írország | KP    | Martin Donnelly |
|   | Észak-Írország | KP    | Alain Emerson   |
|   | Észak-Írország | KP    | Wayne Lorrimer  |
|   | Észak-Írország | KP    | Ryan McCann     |
|   | Észak-Írország | KP    | Chris Morrow    |
|   | Észak-Írország | CS    | Ryan Arthurs    |
|   | Észak-Írország | CS    | Mark Dickson    |
|   | Észak-Írország | CS    | Jordan Owens    |
|   | Észak-Írország | CS    | David Rainey    |

## Korábbi híres játékosok
- Stephen Baxter
- Liam Beckett
- Sid Burrows
- Aaron Callaghan
- Alan Dornan
- Glenn Dunlop
- Tom Finney
- Jackie Fullerton
- Jimmy Gardiner
- Barry Hunter
- Glenn Hunter
- Kirk Hunter
- Paul KirkPaul Kirk
- Gareth McAuley
- Walter McFarland
- Kevin McKeown
- Curry Mulholland
- Martin Murray
- Derek Spence
- Jeff Spiers
- Jackie Vernon
- Roy WalkerRoy Walker
- Norman Pavis

## Külső hivatkozások
- A Crusaders hivatalos honlapja Archiválva 2015. augusztus 17-i dátummal a Wayback Machine-ben